# Bliss (Idaho)
Bliss ist eine Stadt (city) im Gooding County im US-Bundesstaat Idaho.

## Lage
Bliss liegt am Snake River etwa 20 Kilometer westlich des County Seat Gooding auf einer Höhe von 997 Meter. An der Stadt führt die Interstate 84 vorbei. Der U.S. Highway 26 und der U.S. Highway 30 treffen bei Bliss auf die I-84 und verlaufen von dort aus streckengleich mit ihr nach Westen.
Die Stadt hat eine Fläche von 1,91 km², davon entfallen 0,001 km² auf Wasserflächen.

## Demografie
Das U.S. Census Bureau hat bei der Volkszählung 2020 eine Einwohnerzahl von 258 ermittelt. 20,1 % der Einwohner waren unter 18 Jahre alt, 31,4 % waren 65 oder älter. Das Durchschnittsalter wurde mit 46,3 Jahren angegeben.